# 吴宗尧 (腾冲)
吴宗尧（1523年—1578年），字协卿，云南腾越人。明朝政治人物、理学家，授奉政大夫，与其父吴璋合称“腾越二吴”。

## 生平
嘉靖癸卯（1543年）举人，四十一年（1562年）任四川资县令，后调四川马湖府同知、福建延平府同知。万历元年（1573年）回乡侍母，创办来凤书院。著有《腾越州志》、《斋明庵草》、《道南要语》、《养蒙咏》、《默识录》、《延平乡约》等，传世仅四篇：《腾越关隘论》、《莽哒喇事情节略》、《近腾诸夷说》、《腾越山川封土形势道里通论》:663。其墓志铭由李元阳撰文、陈彝典书丹，2007年10月28日在腾冲北海乡大牛场出土:341-350。